# 渋谷ハル
渋谷ハル（しぶや ハル、7月7日 - ）は、日本のバーチャルYouTuberである。VTuber事務所Neo-Porteの運営兼所属タレント。ファーストパーソン・シューティングゲームをはじめとしたゲーム実況配信を行うほか、VTuber最協決定戦などの大会を主催している。

## 概要
以前からVTuberに興味があり、VTuberとして新たに活動するために自分で2Dキャラを作成した。エイト・トゥウェルブに勤めるバーチャルコンビニ店員という設定で、普段はセブンイレブンをオマージュした衣装を着ている。FPSゲームを配信時はコート付きの新衣装を愛用している。転職前はエイト・イレブンに勤めていた。ゲーム実況をメインコンテンツとしている。特に『Apex Legends』や『PUBG』などのFPSゲームのライブ配信の頻度が高く、Apex Legendsに関してはライブ配信の他に動画投稿、大会主催、試合の実況解説も行っている。
2019年5月31日から2020年12月31日までバーチャルYouTuber支援プロジェクトのupd8に所属。2019年12月27日から2020年7月5日まではゲーミングチームHandmade PotionのAPEX部門に所属していた。2021年10月23日には新しいバーチャルYouTuber事務所meriseの設立と共に運営兼所属タレントとして参加することが発表された（2022年2月27日、meriseに似た名前の会社があり被ることから、事務所名をNeo-Porteへと変更）。
日本eスポーツアワード2024にて、Vtuber賞を受賞。

## 配信活動
YouTubeとTwitchで同時配信している。また、mildomでは渋谷ハルカスタムというApex Legendsのカスタム生放送を行っていたが、2021年5月20日の配信を最後にYouTubeの渋谷ハル本人のチャンネルで企画を引き継いで行うようになった。
その他、ニコニコ動画やOPENREC等のサイトでも動画投稿や配信を行っていた。
2020年9月、YouTubeのゲームカテゴリーライブ配信視聴ランキングで第5位を獲得している。
2021年2月2日、ゲーム会社エレクトロニック・アーツの社員 Jonathan Doddが、「Apex Legends SEASON 07」の動画視聴回数ランキングを発表した。YouTube部門で、1位の3570万回再生を記録した。
また、2021年5月4日に発表された「Apex Legends SEASON 08」のランキングでは、YouTube部門で2位(3720万回再生)を記録した。
2022年2月17日、吉本興業主催の「GAME STREAMER AWARD 2021」にて、ストリーマーアワードを受賞した。

## 配信活動以外の活動
配信活動以外にも、後述する歌などの創作活動も行い。テレビアニメ『組長娘と世話係』エンディングテーマ曲などを担当した。
2022年1月2日から16日まで、ファッションビル渋谷パルコにKNRポップアップストアを期間限定で開催した。
2022年10月5日には、女性グラビア週刊誌『an・an』スペシャルエディション版の表紙として、にじさんじに所属するバーチャルYouTuberの葛葉とのツーショットが掲載された。
コラボ等
- 2021年9月30日にOCN 光 IPoEアドバンスのアンバサダーに就任することが決定した[15][16]。
- 2022年2月16日にApex Legends公式ツイッターにて、サービス開始3周年を記念したイベントで獲得できるコラボスキン：レイス用スキン「サンブリーチ」が公開された[17]。ゲームイベント報酬にて獲得可能で、獲得後スキンを変更にてゲーム内で使用することが可能である[18]。

## デザイン
初期デザインは、自分で作った2Dのキャラクターで、エイト・トゥウェルブに勤めるバーチャルコンビニ店員という設定で活動していた。
- 2019年6月7日：小説『キノの旅』をオマージュした新衣装を公開[20]。2019年6月19日、著作権侵害にあたる衣装として、関係者へ謝罪の上で今後一切使用しないことを発表した[21]。
- 2019年7月7日：3Dモデル(16歳)を公開[22]。
- 2019年9月26日：新衣装を公開。モデリングはぶぅじろう、衣装デザイン協力としてディープブリザードが参加[23]。
- 2020年2月29日：新モデルである大人バージョンのモデルを公開。以降、大人モデルを20歳、少年モデルを16歳としている[24]。
- 2022年3月28日：新衣装の普段着を公開した[25]。
- 2023年3月12日：新ビジュアルを公開（イラストレーター：ケースワベ）[26]。
- 2024年2月16日：3Dモデル(20歳)を公開[27]。

## 経歴
活動以前は、ニコニコ動画のランキングをよく見ており、『マインクラフト』に興味を持ちパソコンで遊んでいた。それからほどなく、FPSに出会い集中して行うようになった。ニコニコ動画でVTuberの活動が見られるようになり、自身でキャラクターをデザインして活動を開始した。
当初は登録人数が低迷していたものの、80人規模の『PUBG』の大会『VTuber最協決定戦』を開催したことで、Youtubeでの登録者人数が5000人規模となった。その後も大会を開き、FPSゲーム『APEX』の流行と共に更に登録者人数が増加することとなった。
その後は、『APEX』のプロとして活動したり、プロチームに加入したり、Vtuber事務所に加入したり、自らVtuber事務所を立ち上げるなどの変遷をたどる。
所属の変遷は以下の通りである。
2018年
- 2018年5月に活動を開始する。

2019年
- 5月31日にバーチャルYouTuber支援プロジェクト『upd8』へ所属
- 12月27日にはプロゲーミングチームHandmadePotionAPEX部門に加入した。

2020年
- 4月17日にゲーマーをトータルでサポートするMSY株式会社のTeam GRAPHTとスポンサー契約を締結。
- 5月1日にチャンネル登録者数が10万人を突破する。
- 6月23日にゲームプレイグループ『Knot Not Rank（略称：KNR、通称：このり）』を結成
- 7月5日にゲーミングチームHandmadePotionからの脱退を表明する。
- 12月31日にはupd8プロジェクトの終了に伴い、『upd8』から脱退する。

2021年
- 10月23日にはVTuber事務所meriseをプロゲーミングチームCrazy Raccoon、歌い手・作曲家まふまふ、歌い手そらるらと共に立ち上げ、運営及び所属タレントとして活動することを発表した。

2022年
- 4月26日にプロゲーミングチームTeam SoloMidにストリーマーとして所属することが発表された。

2023年
- 3月24日、VTuber初のレッドブル・プレイヤーに加入。

## 大会戦績
優勝経験として、以下が上げられる。
- 2021年9月18日にMinecraft Japanが公認し、プロマインクラフターコミュニティ Japan Crafters Unionが運営する『秋のマイクラ プレミアムステージ』にて、MVPを獲得、所属するチームB（渋谷ハル、のばまん、BobSappAim、kinako、まさのり、Kamito）も優勝となった[38][39]。
- 2020年7月24日に行われた芸能人や配信者などのゲーマーが参加するeスポーツイベント『RAGE×Legion Doujou Cup』にチームVTuberとして参加し優勝した[40]。

### PUBG: BATTLEGROUNDS

#### コミュニティ大会
| 開催日         | 大会名             | 開催地 | 結果                   | チーム | メンバー                              |
| -------------- | ------------------ | ------ | ---------------------- | ------ | ------------------------------------- |
| 2021年6月15日  | VCC PUBG CUSTOM #2 | 日本   | 9位 12位 8位 10位 15位 | TEAM#4 | ボドカ、StylishNoob、だるまいずごっど |
| 2021年10月26日 | VCC PUBG           | 日本   | 15位 1位 6位 6位 2位   | TEAM7  | ta1yo、Laz、Wokka                     |

### Apex Legends

#### 国内大会
| 開催日         | 大会名                                         | 開催地 | 結果     | チーム         |
| -------------- | ---------------------------------------------- | ------ | -------- | -------------- |
| 2020年 1月26日 | ALGSメジャー1-日本の予選オンライントーナメント | 日本   | 総合7位  | HandmadePotion |
| 3月21日        | ALGS Online＃2オンライン予選-Japan Bracket     | 日本   | 総合23位 | HandmadePotion |
| 4月4日         | ALGS Online＃3オンライン予選-Japan Bracket     | 日本   | 総合27位 | HandmadePotion |
| 4月18日        | ALGS Online＃4オンライン予選-Japan Bracket     | 日本   | 総合16位 | HandmadePotion |
| 5月2日         | ALGS Online＃5オンライン予選-Japan Bracket     | 日本   | 総合20位 | HandmadePotion |
| 5月30日        | ALGS Online＃6オンライン予選-Japan Bracket     | 日本   | 総合22位 | HandmadePotion |

※ALGS：Apex Legends Global Series。予選通過後はプロリーグ（世界大会）が行われる。

#### コミュニティ大会
| 開催年 | 開催日        | 大会名                                                | 開催地 | 結果 | チーム               | メンバー                                          |
| ------ | ------------- | ----------------------------------------------------- | ------ | ---- | -------------------- | ------------------------------------------------- |
| 2019年 | 11月14日      | 【第六回】Apex Legends: Frontier -Champions Cup Duos- | 日本   | 2位  | ぼぶハル             | BobSappAim                                        |
| 2019年 | 11月14日      | 【第七回】Apex Legends: Frontier -Champions Cup-      | 日本   | 13位 | ゲストチーム         | BobSappAim、バーチャルゴリラ                      |
| 2020年 | 7月24日       | RAGE × Legion Doujou Cup                              | 日本   | 1位  | チームVTuber         | 白雪レイド、一ノ瀬うるは                          |
| 2020年 | 8月29日       | Crazy Raccoon Cup Apex Legends #1                     | 日本   | 7位  | トロールアイス渋谷店 | 白雪レイド、葛葉                                  |
| 2020年 | 11月1日       | Crazy Raccoon Cup Apex Legends #2                     | 日本   | 8位  | Team K2ARK           | 白雪レイド、一ノ瀬うるは                          |
| 2020年 | 12月27日      | Crazy Raccoon Cup Apex Legends #3                     | 日本   | 10位 | オリンパス激ロー     | obo、イブラヒム                                   |
| 2021年 | 3月14日       | Crazy Raccoon Cup Apex Legends #4                     | 日本   | 19位 | ししゃもtyan         | SHAKA、伊織もえ                                   |
| 2021年 | 5月15日       | Crazy Raccoon Cup Apex Legends #5                     | 日本   | 10位 | 私たちがつぶしました | 勇気ちひろ、花芽すみれ                            |
| 2021年 | 7月23日       | Crazy Raccoon Cup Apex Legends #6                     | 日本   | 10位 | トロールアイス渋谷店 | 葛葉、白雪レイド                                  |
| 2021年 | 10月9日       | Crazy Raccoon Cup Apex Legends #7                     | 日本   | 3位  | ドーム公演           | 山田涼介、叶                                      |
| 2022年 | 1月16日       | Crazy Raccoon Cup Apex Legends #8                     | 日本   | 9位  | 星春隊               | BobSappAim、星川サラ                              |
| 2023年 | 3月4日        | SBI Neo festival NEXUM 2023 Apex Legends              | 日本   | 10位 | 明日とはハレ!        | 貴島明日香、常闇トワ                              |
| 2023年 | 8月19日、20日 | APEX LEGENDS ASIA FESTIVAL 2023                       | マカオ | 5位  | 渋谷坂 F             | YukaF（Fnatic）、吉田綾乃クリスティー（乃木坂46） |

### BattlefieldV

#### コミュニティ大会
| 開催日         | 大会名          | 開催地 | 結果     | チーム | メンバー                                     |
| -------------- | --------------- | ------ | -------- | ------ | -------------------------------------------- |
| 2021年10月17日 | BF Streamer Cup | 日本   | 入賞圏外 | FOX    | エクス・アルビオ イブラヒム だるまいずごっど |

### Call of Duty: Vanguard

#### コミュニティ大会
| 開催日         | 大会名                             | 開催地 | 結果 | チーム  | メンバー                                                         |
| -------------- | ---------------------------------- | ------ | ---- | ------- | ---------------------------------------------------------------- |
| 2021年11月05日 | こっどふぇす SHAKA軍 vs 加藤純一軍 | 日本   | 優勝 | SHAKA軍 | SHAKA 恭一郎 らっだぁ StylishNoob HASESHIN 蛇足 Alelu 布団ちゃん |

## 出演

### テレビ番組
- ナゴヤVTuberまつり×VTuber最強決定戦（2019年6月2日、中京テレビ） - 実況出演[42]
- ReAL eSports News（2021年5月17日、テレビ朝日） - ゲスト出演[43]

### インターネットテレビ
- Apex Legends Nintendo Switch版 公開記念番組（2021年3月10日、YouTube） - ゲスト出演[44]。
- Google × Nintendo公式年末特別番組『YouTube Gaming Replay 2022』（2022年12月28日20時、YouTube） - 渋谷ハル、ちささこ、ドズル、ポッキー、夜見れなの5人で一年間のゲーム動画を振り返る番組に参加した[45]。

### 配信番組
- オレンジリベンジ（2022年10月 - 、OPENREC.tv）[46]

### ゲーム
- VTuber最強決定戦（2018年7月21日、YouTube） - 主催
- VTuber最協決定戦（2018年10月20日、YouTube） - 主催
- 第2回VTuber最協決定戦（2019年4月14日、YouTube） - 主催
- VTuber最協決定戦 ver. APEX LEGENDS（2020年8月2日、YouTube） - 主催
- VTuber最協決定戦 ver. APEX LEGENDS Season2（2021年1月24日、YouTube） - 主催
- VTuber最協決定戦 ver. APEX LEGENDS Season3（2021年7月28日、YouTube） - 主催
- 秋のマイクラ プレミアムステージ（2021年9月18日） - 1日目に出演。優勝及びMVPを獲得。
- 超滅Apex2（2022年1月8日 - 2022年1月10日、YouTube） - 解説
- VTuber最協決定戦 ver. APEX LEGENDS Season4（2022年4月17日、YouTube） - 主催
- VTuber最協決定戦 ver. APEX LEGENDS Season5（2023年4月15日、YouTube・パブリックビューイング[47]） - 主催
- VTuber最協決定戦 Ver. VALORANT Act1（2023年11月19日、YouTube） - 主催

渋ハルカスタム
2020年11月5日から2024年1月25日まで毎週木曜日21時に、株式会社dozleとの共同制作で開催されていた『APEX LEGENDS』のカスタムマッチ番組である。チャンピオンチームにはAmazonギフトカード9,000円分が贈呈される。

### ライブ
- 「ANISAMA V神 2024」（2024年12月15日、SPWN）[51]

### MV
- HIMEHINA『V』[52]

## 交友関係
にじさんじに所属するバーチャルYouTuberの渋谷ハジメとは、同じ苗字を共通に持つことを切っ掛けにして「渋谷兄弟」「渋谷ブラザーズ」といったユニット名で、活動初期からよくゲーム配信を行っている。
BobSappAim、kinako、あどみん、kawase、バーチャルゴリラ、Aleluの配信者6名と「Knot Not Rank」（KNR、このり）というゲームクランのような仲の良いゲーマーの集まりを結成。2022年1月2日-16日の期間、渋谷パルコにおいて、KNRのポップアップストアが期間限定で開催された。

## 作品
- 『City Lights』 - 2023年7月19日配信。作詞・作曲：tofubeats
- 『かえりみちの色』 - テレビアニメ『組長娘と世話係』エンディングテーマ。作詞・作曲・編曲:ANCHOR、アーティスト：渋谷ハル[55]。
- 『スカイクラッドの観測者 from CrosSing』 - 2022年4月8日配信。カバーソングプロジェクト「CrosSing」の一環として発表。いとうかなこの楽曲『スカイクラッドの観測者』のカバー[56][57]。同年9月21日発売のCD『CrosSing Collection vol.1』に収録[58]。
- 『yoAke』 - プロデュース：PKCZ、作詞・作曲：JAY'ED、XLll、アーティスト：渋谷ハル[59]。2022年4月22日公開。朝日放送系番組制作会社ベスティによるeSportsドキュメンタリーYoutube番組『yoAke －The dawn－』テーマ曲[59]。